# Stormont—Dundas—Sud-Glengarry (circonscription provinciale)
Circonscription électorale provinciale du Canada
Stormont—Dundas—South Glengarry (auparavant Stormont—Dundas—Charlottenburgh) est une circonscription provinciale de l'Ontario représentée à l'Assemblée législative de l'Ontario depuis 1999.

## Géographie
La circonscription longe la rive ontarienne du fleuve Saint-Laurent à partir de la frontière québécoise terrestre, englobant les comtés unis de Stormont, Dundas et Glengarry, à l'exception du canton de North Glengarry. La ville majeure est Cornwall.
Les circonscriptions limitrophes sont Carleton, Glengarry—Prescott—Russell et Leeds—Grenville—Thousand Islands et Rideau Lakes.

## Historique
| Législature | Années        | Député            | Député            | Parti                     |
| --- | ------------- | ----------------- | ----------------- | ------------------------- |
| Stormont—Dundas—Charlottenburgh Circonscription issue de Cornwall, Stormont—Dundas—Glengarry and East Grenville |               |                   |                   |                           |
| 39e | 2007-2011     |                   | John Cleary (en)  | Libéral                   |
| 39e | 2007-2011     | Jim Brownell (en) |                   | Libéral                   |
| Stormont—Dundas—South Glengarry                                                                                 |               |                   |                   |                           |
| 39e | 2007-2011     |                   | Jim Brownell (en) | Libéral                   |
| 40e | 2011-2014     |                   | Jim McDonell      | Progressiste-conservateur |
| 41e | 2014-2018     |                   | Jim McDonell      | Progressiste-conservateur |
| 42e | 2018-2022     |                   | Jim McDonell      | Progressiste-conservateur |
| 43e | 2022–2025     | Nolan Quinn       |                   | Progressiste-conservateur |
| 44e | 2025–en cours | Nolan Quinn       |                   | Progressiste-conservateur |

## Circonscription fédérale
Depuis les élections provinciales ontariennes du 4 octobre 2007, l'ensemble des circonscriptions provinciales et des circonscriptions fédérales sont identiques.